# Andrea Mezzanotte
Andrea Mezzanotte (Almenno San Bartolomeo, 8 aprile 1998) è un cestista italiano.